# Coupe du Portugal de football 1999-2000
Navigation
1998-1999 2000-2001
La Coupe du Portugal de football 1999-2000 est la 60e édition de la Coupe du Portugal de football, considéré comme le deuxième trophée national le plus important derrière le championnat. 
La finale est jouée le 21 mai 2000, à l'Estádio Nacional do Jamor, entre le FC Porto et le Sporting Clube de Portugal. Les deux équipes ne peuvent se départager, score final 1 à 1 après prolongation, un deuxième match est nécessaire. Les deux équipes se retrouvent au même endroit le 25 mai, cette fois-ci Porto gagne la partie 2 à 0 et remporte son dixième trophée.

## Finale
| 21 mai 2000 | FC Porto         | 1 - 1   | Sporting Clube de Portugal | Estádio Nacional do Jamor |                           |
|             |                  | (1 - 0) |                            | Arbitrage : António Costa | Arbitrage : António Costa |
|             | Feuille de match |         |                            | Arbitrage : António Costa | Arbitrage : António Costa |

| 25 mai 2000 | FC Porto         | 2 - 0   | Sporting Clube de Portugal | Estádio Nacional do Jamor   |                             |
|             |                  | (0 - 0) |                            | Arbitrage : Lucílio Batista | Arbitrage : Lucílio Batista |
|             | Feuille de match |         |                            | Arbitrage : Lucílio Batista | Arbitrage : Lucílio Batista |